# Strobilanthes sarcorrhiza
Strobilanthes sarcorrhiza là một loài thực vật có hoa trong họ Ô rô. Loài này được (C. Ling) C.Z. Zheng ex Y.F. Deng & N.H. Xia mô tả khoa học đầu tiên năm 2007.